# 新城門
新城門，是在重慶設市後拆除一些城門後新開的一座城門，在二郎廟街，後來二郎廟街改名為新城門街，沿用至今。

## 歷史[1]
從千廝門入城便是千廝門月台壩。從月台壩直前向南上坡就是千廝門行街，上新街口，小什字。從月台壩轉右向西沿城北垣上坡，就是二郎廟街。順城垣過丁字口西砲台街。
二郎廟街，南側是廟宇，北側是敞開的城北垣。城北垣外是一架坡和上、中、下蔡家灣，抵紙鹽河街。1931年12月22日，即陰曆冬月十四，蔡家灣發生火災，救火設備要繞道小什字出千廝門才能前往施救，一直延燒到千廝門大碼頭，延燒1000餘戶，死200餘人（一說307人）。鑑於這次大火的教訓，普善堂、達善堂、至善堂等慈善團體募捐集資在二郎廟北側城垣新開一座城門，以便發生火災時消防隊出入。新城門開在二郎廟街西段，距丁字口不遠的地方。新城門修好後，仍然關閉着，普善堂在這裡熬藥。抗日戰爭後，倭機常來轟炸，為了方便疏散，新城門才長期敞開。
重慶市人民政府成立後，二郎廟街改為新城門街。當時喜歡修纜車，長航就新城門修了纜車拆毀城門．現城門遺址在今新城門街29號附近可見，一直到河邊。丁字口被隔斷，滄白路就不通新城門街了。